# O Perfume da Memória
Pour plus de détails, voir Fiche technique et Distribution.
O Perfume da Memória (littéralement : Le parfum de la mémoire) est un film brésilien réalisé par Oswaldo Montenegro, sorti en 2016.

## Synopsis
C'est l'histoire d'amour entre deux femmes qui pensent la vie de façons complètement différentes.

## Fiche technique
- Titre original : O Perfume da Memória
- Titre international : Perfume of the Memory
- Réalisation : Oswaldo Montenegro
- Scénario : Renato Luciano, Raíque Macau, Oswaldo Montenegro
- Production : Kamila Pistori, Madalena Salles
- Musique : Oswaldo Montenegro
- Pays d'origine : Brésil
- Langue d'origine : Portugais
- Genre : Drame, romance saphique
- Durée : 73 minutes (1 h 13)
- Date de sortie :
  -  Brésil : 3 mars 2016

## Distribution
- Amandha Monteiro : Laura
- Kamila Pistori : Ana
- Oswaldo Montenegro : la voix
- Janaína Salles : la musicienne
- Madalena Salles : la musicienne